# 시편 18편
시편 18편은 18번째 시편이다. "나의 힘이신 여호와여 내가 주를 사랑하나이다." 그리스어 칠십인역과 라틴 불가타에서는 "Diligam te Domine fortitudo mea"로 알려진 약간 다른 번호 매기기 체계의 시편 17편이다. 시편 1절, '나의 힘이신 여호와여 내가 주를 사랑하나이다'라는 구절이 사무엘하 22장에 포함되어 있지는 않지만, 사무엘하 22장과 거의 동일하다. 시편 1권(시편 1-41편)에서 가장 긴 50절의 시편이다.
시편은 유대교, 가톨릭, 루터교, 성공회 및 기타 개신교 전례의 정규 부분을 형성한다.

## 내용
1. 나의 힘이신 여호와여 내가 주를 사랑하나이다
2. 여호와는 나의 반석이시요 나의 요새시요 나를 건지시는 이시요 나의 하나님이시요 내가 그 안에 피할 나의 바위시요 나의 방패시요 나의 구원의 뿔이시요 나의 산성이시로다
3. 내가 찬송 받으실 여호와께 아뢰리니 내 원수들에게서 구원을 얻으리로다
4. 사망의 줄이 나를 얽고 불의의 창수가 나를 두렵게 하였으며
5. 스올의 줄이 나를 두르고 사망의 올무가 내게 이르렀도다
6. 내가 환난 중에서 여호와께 아뢰며 나의 하나님께 부르짖었더니 그가 그의 성전에서 내 소리를 들으심이여 그의 앞에서 나의 부르짖음이 그의 귀에 들렸도다
7. 이에 땅이 진동하고 산들의 터도 요동하였으니 그의 진노로 말미암음이로다
8. 그의 코에서 연기가 오르고 입에서 불이 나와 사름이여 그 불에 숯이 피었도다
9. 그가 또 하늘을 드리우시고 강림하시니 그의 발 아래는 어두캄캄하도다
10. 그룹을 타고 다니심이여 바람 날개를 타고 높이 솟아오르셨도다
11. 그가 흑암을 그의 숨는 곳으로 삼으사 장막 같이 자기를 두르게 하심이여 곧 물의 흑암과 공중의 빽빽한 구름으로 그리하시도다
12. 그 앞에 광채로 말미암아 빽빽한 구름이 지나며 우박과 숯불이 내리도다
13. 여호와께서 하늘에서 우렛소리를 내시고 지존하신 이가 음성을 내시며 우박과 숯불을 내리시도다
14. 그의 화살을 날려 그들을 흩으심이여 많은 번개로 그들을 깨뜨리셨도다
15. 이럴 때에 여호와의 꾸지람과 콧김으로 말미암아 물 밑이 드러나고 세상의 터가 나타났도다
16. 그가 높은 곳에서 손을 펴사 나를 붙잡아 주심이여 많은 물에서 나를 건져내셨도다
17. 나를 강한 원수와 미워하는 자에게서 건지셨음이여 그들은 나보다 힘이 세기 때문이로다
18. 그들이 나의 재앙의 날에 내게 이르렀으나 여호와께서 나의 의지가 되셨도다
19. 나를 넓은 곳으로 인도하시고 나를 기뻐하시므로 나를 구원하셨도다
20. 여호와께서 내 의를 따라 상 주시며 내 손의 깨끗함을 따라 내게 갚으셨으니
21. 이는 내가 여호와의 도를 지키고 악하게 내 하나님을 떠나지 아니하였으며
22. 그의 모든 규례가 내 앞에 있고 내게서 그의 율례를 버리지 아니하였음이로다
23. 또한 나는 그의 앞에 완전하여 나의 죄악에서 스스로 자신을 지켰나니
24. 그러므로 여호와께서 내 의를 따라 갚으시되 그의 목전에서 내 손이 깨끗한 만큼 내게 갚으셨도다
25. 자비로운 자에게는 주의 자비로우심을 나타내시며 완전한 자에게는 주의 완전하심을 보이시며
26. 깨끗한 자에게는 주의 깨끗하심을 보이시며 사악한 자에게는 주의 거스르심을 보이시리니
27. 주께서 곤고한 백성은 구원하시고 교만한 눈은 낮추시리이다
28. 주께서 나의 등불을 켜심이여 여호와 내 하나님이 내 흑암을 밝히시리이다
29. 내가 주를 의뢰하고 적군을 향해 달리며 내 하나님을 의지하고 담을 뛰어넘나이다
30. 하나님의 도는 완전하고 여호와의 말씀은 순수하니 그는 자기에게 피하는 모든 자의 방패시로다
31. 여호와 외에 누가 하나님이며 우리 하나님 외에 누가 반석이냐
32. 이 하나님이 힘으로 내게 띠 띠우시며 내 길을 완전하게 하시며
33. 나의 발을 암사슴 발 같게 하시며 나를 나의 높은 곳에 세우시며
34. 내 손을 가르쳐 싸우게 하시니 내 팔이 놋 활을 당기도다
35. 또 주께서 주의 구원하는 방패를 내게 주시며 주의 오른손이 나를 붙들고 주의 온유함이 나를 크게 하셨나이다
36. 내 걸음을 넓게 하셨고 나를 실족하지 않게 하셨나이다
37. 내가 내 원수를 뒤쫓아가리니 그들이 망하기 전에는 돌아서지 아니하리이다
38. 내가 그들을 쳐서 능히 일어나지 못하게 하리니 그들이 내 발 아래에 엎드러지리이다
39. 주께서 나를 전쟁하게 하려고 능력으로 내게 띠 띠우사 일어나 나를 치는 자들이 내게 굴복하게 하셨나이다
40. 또 주께서 내 원수들에게 등을 내게로 향하게 하시고 나를 미워하는 자들을 내가 끊어 버리게 하셨나이다
41. 그들이 부르짖으나 구원할 자가 없었고 여호와께 부르짖어도 그들에게 대답하지 아니하셨나이다
42. 내가 그들을 바람 앞에 티끌 같이 부서뜨리고 거리의 진흙 같이 쏟아 버렸나이다
43. 주께서 나를 백성의 다툼에서 건지시고 여러 민족의 으뜸으로 삼으셨으니 내가 알지 못하는 백성이 나를 섬기리이다
44. 그들이 내 소문을 들은 즉시로 내게 청종함이여 이방인들이 내게 복종하리로다
45. 이방 자손들이 쇠잔하여 그 견고한 곳에서 떨며 나오리로다
46. 여호와는 살아 계시니 나의 반석을 찬송하며 내 구원의 하나님을 높일지로다
47. 이 하나님이 나를 위하여 보복해 주시고 민족들이 내게 복종하게 해 주시도다
48. 주께서 나를 내 원수들에게서 구조하시니 주께서 나를 대적하는 자들의 위에 나를 높이 드시고 나를 포악한 자에게서 건지시나이다
49. 여호와여 이러므로 내가 이방 나라들 중에서 주께 감사하며 주의 이름을 찬송하리이다
50. 여호와께서 그 왕에게 큰 구원을 주시며 기름 부음 받은 자에게 인자를 베푸심이여 영원토록 다윗과 그 후손에게로다

## 주제
예루살렘 성경은 이 시편을 "메시아적인 음으로 끝나는 왕실 승리의 노래와 감사기도를 결합한 승리의 찬가"라고 설명한다.
국제 비평 논평(International Critical Commentary) 시리즈의 찰스와 에밀리 브릭스에 따르면, 이 시편은 사무엘하 22장에서 차용한 것으로 다윗 자신이 썼을 가능성이 있으며 나중에 여러 편집자들이 추가하여 공적 예배에 사용하기 위해 수정했다.
이 시편은 하나님을 "반석"과 "요새"로 언급하는 많은 시편 중 하나이다.
스올로 내려간다는 말을 포함하여 시편의 세세한 부분은 요나서의 세부 사항과 거의 일치한다.